# America (Bild)

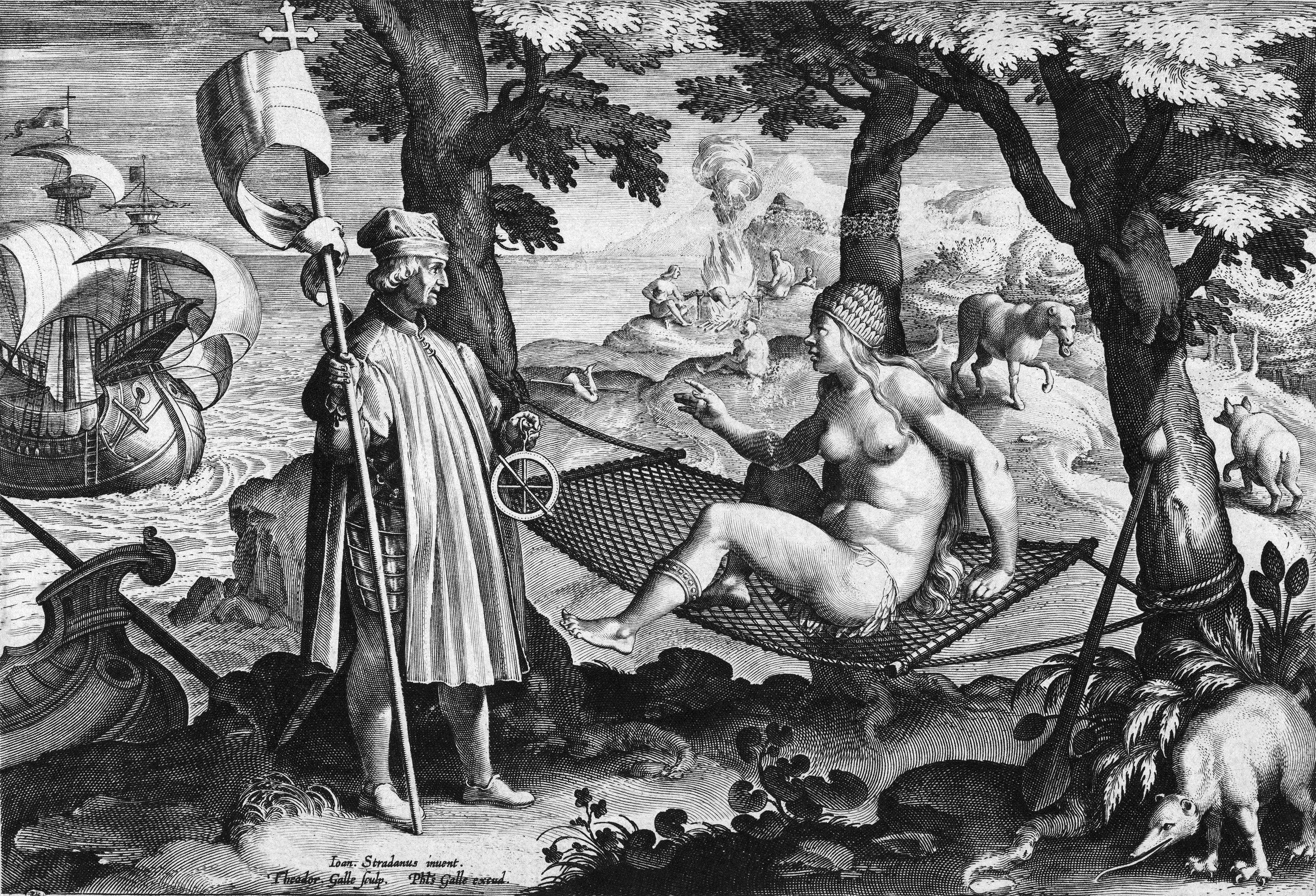
America

America ist ein bekannter Stich des belgischen Malers Jan van der Straet, auch Stradanus genannt. Er wurde geschaffen zwischen 1575 und 1580.
Das Bild zeigt Amerigo Vespucci, der in der Neuen Welt landet und sich mit einer unbekleideten Eingeborenen unterhält.
Im Hintergrund werden Stereotype über Eingeborene bedient, u. a. Kannibalismus.
America wurde zu einem Symbol für die Entdeckung der Neuen Welt.